# Sheina Marshall

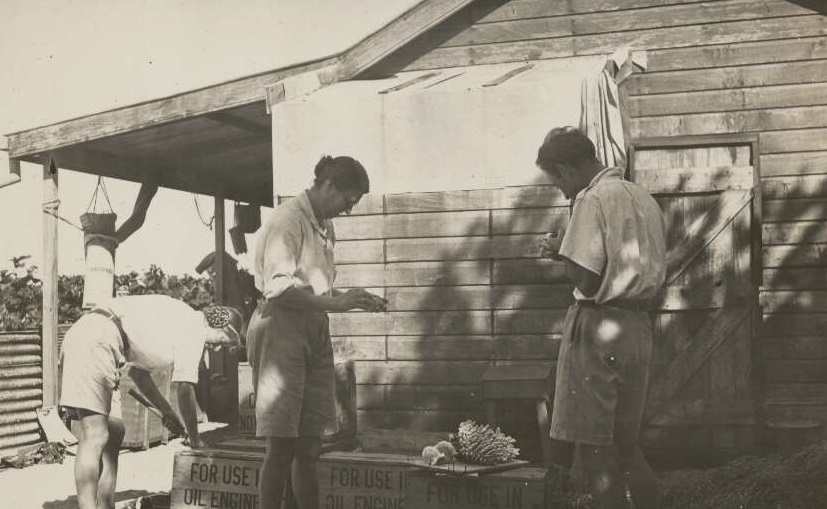
Sheina Marshall och C. M. Yonge undersöker koraller

Sheina Macalister Marshall, född 20 april 1896 i Rothesay, Skottland, död 7 april 1977, var en skotsk marinbiolog.
Marshall fick sin utbildning vid skolan i Polmont och vid universitetet i Glasgow. Under barndomen var hon en tid sjuk och sängliggande och hon läste under tiden Charles Darwins böcker. Senare hade hon ett akvarium och hon samlade vildblommor som hon torkade. Under tiden i Glasgow studerade Marshall fysiologi, zoologi och botanik. Efter två år som biologisk assistent var hon aktiv vid en marinbiologisk station på Great Cumbrae Island. Sedan undersökte hon med oceanografen Andrew Picken Orr havet i en undervattensfarkost. Marshall specialiserade sig på kräftdjurssläktet Calanus.
Under åren 1928 till 1929 deltog hon i en expedition till Stora barriärrevet öster om Australien. Under Andra världskriget undersökte Marshall hur tång från havet kring Storbritannien kan användas som agar då importen av den ursprungliga substansen från Asien uteblev. Marshall var ledamot av Royal Society of Edinburgh och Royal Society of London. Kort före döden fick hon en utmärkelse av Uppsala universitet.

## Publikationer (urval)
- Observations on the Behavior and Stricture of Hydra, 1923
- The Recent Expedition to the Great Barrier Reef of Australia, 1930, med Andrew Picken Orr
- Seaweed Utilization, 1951, med A. G. Nichols
- The Biology of a Marine Copepod, 1955, med Andrew Picken Orr